# 7. Nemzetközi Matematikai Diákolimpia
A 7. Nemzetközi Matematikai Diákolimpiát (1965) az NDK-ban, Berlinben rendezték. Tíz ország nyolcvan versenyzője vett részt rajta. Először indult a versenyen egy nem szocialista ország: Finnország. Magyarország három arany-, két ezüst- és két bronzérmet szerzett, összpontszámával pedig 2. lett az országok között. 
(Az elérhető maximális pontszám: 8×40=320 pont volt)

## Országok eredményei pont szerint
|     | Ország        | Pont | Arany | Ezüst | Bronz |
| --- | ------------- | ---- | ----- | ----- | ----- |
| 1.  | Szovjetunió   | 281  | 5     | 2     | 0     |
| 2.  | Magyarország  | 244  | 3     | 2     | 2     |
| 3.  | Románia       | 222  | 0     | 4     | 3     |
| 4.  | Lengyelország | 178  | 0     | 1     | 3     |
| 5.  | NDK           | 175  | 0     | 2     | 3     |
| 6.  | Csehszlovákia | 159  | 0     | 1     | 3     |
| 7.  | Jugoszlávia   | 137  | 0     | 0     | 2     |
| 8.  | Bulgária      | 93   | 0     | 0     | 1     |
| 9.  | Mongólia      | 63   | 0     | 0     | 0     |
| 10. | Finnország    | 62   | 0     | 0     | 0     |

## A magyar csapat
A magyar csapat tagjai voltak:
| Név               | Évfolyam | Iskola                                     | Város    | Díj   |
| ----------------- | -------- | ------------------------------------------ | -------- | ----- |
| Lovász László     | III. o.  | Fazekas Mihály Fővárosi Gyakorló Gimnázium | Budapest | Arany |
| Makai Endre       | IV. o.   | Eötvös József Gimnázium                    | Budapest | Arany |
| Pelikán József    | III. o.  | Fazekas Mihály Fővárosi Gyakorló Gimnázium | Budapest | Arany |
| Berkes István     | III. o.  | Fazekas Mihály Fővárosi Gyakorló Gimnázium | Budapest | Ezüst |
| Pósa Lajos        | III. o.  | Fazekas Mihály Fővárosi Gyakorló Gimnázium | Budapest | Ezüst |
| Elekes György     | II. o.   | Fazekas Mihály Fővárosi Gyakorló Gimnázium | Budapest | Bronz |
| Laczkovich Miklós | III. o.  | Fazekas Mihály Fővárosi Gyakorló Gimnázium | Budapest | Bronz |
| Szalay Sándor     | II. o.   | Fazekas Mihály Gimnázium                   | Debrecen |       |

A csapat vezetője Hódi Endre volt.